# Szerényi Gábor (grafikus)
Szerényi Gábor (Budapest, 1953. szeptember 9. –) Munkácsy Mihály-díjas magyar grafikus, riporter, műsorvezető.

## Életpályája
Édesapja Szerényi Emil főkönyvelő volt, amatőr grafikus, dalkörök közreműködője, konferansziéja. Édesanyja Nagy Margit Eleonóra, szegény jászapáti családba született, ötvenéves korában kezdett fényképezéssel foglalkozni, képeit saját maga laborálta, amatőrök tárlatain szerepelt, díjakat nyert. 
A hetvenes években a Kirschmayer Károly szobrászművész és Benedek György festőművész vezette Vasutas Képzőművészeti Körben tanulta az anatómiai és perspektivikus ábrázolás klasszikus alapjait. A középiskola első két évét Sümegen, a Kisfaludy Sándor Gimnázium és Mezőgazdasági Szakközépiskolában végezte. Harmadikos gimnazistaként londinerként dolgozott az Astoria Szállodában, mellette az Eötvös Gimnázium esti tagozatán érettségizett 1972-ben.
Készült a Képzőművészeti Főiskolára, közben a Városépítési Tudományos és Tervező Intézetben dolgozott szerkesztő-műszaki rajzolóként, szitanyomtatóként. 1973. március 15-én részt vett a hivatalos ünnepségek utáni utcai demonstrációkban. Rendőrségi ügy lett belőle, munkahelyén nyilvánosan elítélték mint „nacionalista rendbontót”, ezért továbbtanulási terveit az Intézet nem támogatta. Sorkatonai szolgálata során a politikailag megbízhatatlannak ítélt sorkatonák műszaki alegységéhez vezényelték.

## Munkássága
1976-tól az Erdély Miklós vezette különböző képzőművészeti körökben, az akkori „tűrt” és „tiltott” határán mozgó alkotói csoportokban működött. A korszakra jellemzően, éveken át magánlakásokon zajló, rejtett szellemtudományi stúdiumokra járt, így például a polihisztor, író és festőművész Karátson Gábor előadásaira.
1977-ben jelentkezett a Hírlapkiadó Vállalat  gyakornoki képzésére, s újságíró lett az Egis Gyógyszergyár üzemi lapjánál.
Még a hetvenes években kezdett az Élet és Irodalomban grafikákat publikálni. A kilencvenes évek elejéig több száz rajza jelent meg.
A rendszerváltáskor az Ifjúsági Magazin riportere lett. A Világ című politikai hetilapnak illusztráló és író munkatársa.
A nyolcvanas években a párizsi Magyar Műhelyben jelentek meg képversei.
1991 szeptemberétől 1993 júniusáig ötvenkét televíziós recenziót ír a Nők Lapjának.
1994-ben huszonnégy héten át a Vasárnap című hetilap Gyerekoldalának szerkesztője.
1997 decemberétől 2000 augusztusáig 108 kortárs magyar képzőművész portréját írja meg a Szép Szónak.
1998-tól 2004-ig az A2 autós magazin karikaturistája.
1993-tól 2009-ig a Magyar Televízió szerkesztője, riportere, műsorvezetője volt. Itt elsősorban kulturális anyagokat készített, de közreműködött ismeretterjesztő filmek, közszolgálati riportok készítésében is (Nagyvárosi természetbúvár, Vevőszolgálat, Naprakész, Napközi, Galéria, (H) arcképek, Picasso-k kalandjai, Tízórai, KÉK, Leporello, Hol élsz, te?).
A kilencvenes évek végén a Danubius Rádió Capuccino Tripla műsorának külsős kulturális tudósítója.
2009-től 2017-ig a Rádió Q Teremőr című, hetente jelentkező képzőművészeti beszélgetős műsorát szerkesztette-vezette.
2004-től 2012-ig hetente írt a Magyar Televízió Szabadság tér publicisztikai rovatába.
2012-től 2014-ig a d1 televízió „Kortárs Korzó” , heti kulturális magazinjának felelős szerkesztője.
2017-től a Bézs Rádió Lila Tinta című műsorát szerkeszti-vezeti Frank Ivánnal.
A Magyar Nemzetben a nyolcvanas évektől kezdve egészen napjainkig sajtógrafikusként dolgozik, ugyanitt írásai is megjelennek. A Magyar Idők Lugasának is illusztrátora volt.
Több évtizede szűkebb pátriájának, az V. kerületnek krónikása. A Mai Belváros oldalain írja meg a kerület kulturális emlékeit, az egykori életek, színterek képeit, hajdan élt arcokat, házakat.
A City TV heti Lapozójának, politikai beszélgetős műsorának rendszeres szereplője.
A félévenként megjelenő Alibi irodalmi antológia-sorozatban írásait és grafikáit publikálja.
A médiabéli szereplések mellett egyéni és csoportos képzőművészeti kiállításokon is szerepel. Számos kortárs alkotó tárlatát megnyitotta.
Öt gyermek édesapja, két unokája van.

## Tagságai
- Magyar Alkotóművészek Országos Egyesülete
- Magyar Újságírók Országos Szövetsége, Karikatúra Szakosztály[14]
- Magyar Képző- és Iparművészek Szövetsége, Szatirikus Szakosztály
- Kortárs Karikaturista és Szatirikus Műhely[15]
- Belvárosi Művészek Egyesülete[16]
- Magyarországi Roma Galéria Egyesülete[17]

## Díjai
- Eötvös József Alapítvány ösztöndíja, 1989
- MAOE-díj – Színes rajz kiállítás, 1999
- Országos Petőfi Sándor Társaság és a MAOE díja – Petőfi a képzőművészetben tárlat, 2002
- Patak Képzőművészeti Egyesület Nívódíj – Víz pályázat, 2004
- Kölcsey Ferenc-díj – Belváros – Lipótváros Önkormányzata, 2007
- Magyar Alkotóművészek Országos Egyesületének szakmai elismerése – Harmónia kiállítás, 2015
- Az év legjobb magyar sajtókarikatúrája – Kétfilléres díj, 2015[14]
- Magyar Érdemrend lovagkeresztje, 2018
- Pro-Civibus díj, a Belváros-Lipótváros Önkormányzatától, 2021
- Csengery Antal-díj, a Fővárosi Közgyűléstől, 2024
- Munkácsy Mihály-díj, 2024

## Művei

### Internetes publikációk
- Portfolio
- A MÚOSZ Karikaturista szakosztály honlapján
- A KOKSZ (MKISZ KOrtárs Karikatúra és Szatirikus csoport) honlapján
- Kutyanyelv – Szerényi Gábor írásai (blog) Archiválva 2020. október 1-i dátummal a Wayback Machine-ben

### Könyvillusztrációk
- Bayer Zsolt: Tündértemető (Osiris Archiválva 2013. december 24-i dátummal a Wayback Machine-ben), 1995
- Dömötör László: Kurvák dicsérete (Orpheusz), 1996
- Kay Ryan: Mystery (Alterra), 1997
- Dömötör László: Micsinált a kivoltaz? (Móra), 2003
- Dömötör László: Nehezék (Móra), 2005
- Almási Miklós: Hová tűnt az a rengeteg pénz? (Athenaeum), 2009
- Álom (Alibi 12.), 2014
- Kincs (Alibi 13.), 2014
- Kutyák, macskák (Alibi 14.), 2015
- Bugyi (Alibi 15.), 2015
- Füst (Alibi 16.), 2016
- Pillanat (Alibi 17.), 2016
- Vér (Alibi 18.), 2017
- Felhő (Alibi 19.), 2017
- Húsz (Alibi 20.), 2018
- Meztelen (Alibi 21.), 2018
- Véletlen (Alibi 22.), 2019

### Válogatás egyéni kiállításaiból
- Verista rajzok – VÁTI (Városépítési Tudományos és Tervező Intézet), Budapest, 1976
- EGYT Gyógyszervegyészeti Gyár – Budapest, 1981
- Artotéka – Kőbányai Ifjúsági Klub – Budapest, 1986
- Tömegközlekedési kiállítás – Lágymányosi Közösségi Ház – Budapest, 1989
- Fészek Művészklub – Herman terem – Budapest, 1990
- Tolerancia éve – Szent István Gimnázium – Budapest, 1995
- Rét Galéria – Budapest, 1998
- Kaposfüredi Galéria, 1999
- Godot Galéria (Orosz Istvánnal), 1999
- Bálint Ház, 2000
- Vajda Lajos Stúdió Pinceműhely – Szentendre, 2000
- Horváth & Lukács Galéria – Nagycenk, 2000
- Pannon Udvarház – Mindszentkálla, 2002
- Duna Galéria – Budapest, 2002
- II. Nemzetközi Vállfa Kiállítás, 2B Galéria, 2003
- Kötetlenül – Godot Galéria, Rózsakert Bevásárlóközpont, 2003
- „Geniza” – Godot – Rózsakert Galéria – Budapest, 2003
- Újságrajzok – Artotéka – Főv. Szabó Ervin Kőbányai Könyvtár – Budapest, 2003
- Angyal és Arcnélküliek – Háló Közösségi Központ – Budapest, 2006
- Dési Huber István Galéria – Aranytíz Művelődési Központ, 2007
- Nagy Imre Általános Művelődési Központ – Csepel, 2008
- Pónem est ómen – Spinoza Ház – Budapest, 2008
- "Sport" – Barakk Galéria, 2009
- Szerényi rajzok – Claro bisztró – Budapest, 2010
- Galéria IX. – Budapest, 2011
- Invitáció – Nagy Imre Általános Művelődési Központ – Csepel, 2011
- Moha Galéria – Budapest, 2012
- Candid Arts – London, 2013
- Fehéren Feketén Galéria – Budapest, 2013
- Beashka Galerie – Párizs, 2013
- Café Dorottya – Budapest, 2013
- Fernand Léger MJC – Corbeil-Essonnes, 2014
- P/Villanat – Graphisoft Park – Budapest, 2015
- Studieförbundet Vuxenskolan – Lund, 2016
- A mélységből rajzok feléd – VOKE Galéria – Debrecen, 2019
- Színes újságrajzok – Aranytíz Kultúrház, 2019
- „Zsebemben a tenger” – Duna Palota, Klementina terem, 2021. július
- Az űrhajós nyakkendője – FÉM Galéria, 2022
- Bújtatott jelek a falakon – Cháj Galéria, Szentendre, 2022
- Petőfi tej nélkül – Klauzál Ház, Budafok-Tétény, 2023
- Petőfi eldobja nyakkendőjét – Kölcsey Ferenc Művelődési Központ és Könyvtár, Oroszlány, 2023
- Beszédes rajzok – Hegyvidék Kulturális Szalon, 2024
- A kozmonauta kravátlija – Gogol 9 Galéria, 2024
- Álom logika. Szerényi Gábor grafikái – Műcsarnok, 2024

### Válogatás csoportos kiállításokból
- Derkovits Képzőművészeti Stúdió – Bicskei Művelődési Központ, 1976
- EGYT Gyógyszervegyészeti Gyár – Budapest, 1977
- X. Országos Amatőr Képzőművészeti Kiállítás – Tata, 1978
- Realitás kör – Fiatal Művészek Klubja – Budapest, 1979
- 2. Országos Karikatúra Biennálé – Nyíregyháza, 1985
- 3. Országos Karikatúra Biennálé – Nyíregyháza, 1987
- Magyar Sajtó Háza aulája – Budapest, 1989
- Magyar Nemzet művészei – Operaház, Vörös Szalon – Budapest, 1992
- Művészportálok – Nádor Galéria – Budapest, 1996
- II. Magyar Karikatúra Művészeti Fesztivál – Budapest, 1998
- Belső rajz – Nádor Galéria – Budapest, 1998
- Színes rajz – Nádor Galéria – Budapest, 1999
- Ajándéktár – Studio Godot Galéria – Budapest, 2000
- X. Országos Rajzbiennálé – Salgótarján, 2000
- Lépés a jövőbe – Vajda Lajos Stúdió – Szentendre, 2000
- IV. Magyar Karikatúra Művészeti Fesztivál – Hotel Kulturinnov, 2000
- Hal-víz – Nádor Galéria – Budapest, 2000
- Kisgrafika – Vigadó Galéria – Budapest, 2000
- Feketén-fehéren – Műcsarnok – Budapest, 2001
- 3 Sziget – Rákóczi Múzeum – Sárospatak, 2001
- 3 Sziget – Pécsi Galéria – Pécs, 2002
- A 2001. év kiállítás – Művészet Malom – Szentendre, 2002
- XXI. Nemzeti és nemzetközi Grafikai Biennálé/ Bartók + Puccini Operafesztivál – Miskolc, 2002
- XI. Országos Rajzbiennálé – Salgótarján, 2002
- Kisgrafika – Újpest Galéria – Budapest, 2002
- XVII. Országos Nyári Tárlat – Debrecen, 2002
- Félkész katasztrófák – V. Országos Groteszk kiállítás – Kaposvár/Budapest, 2002
- Petőfi a képzőművészetben – Petőfi Irodalmi Múzeum Kisgaléria – Kiskőrös, 2002
- Kötetlenül – Godot – Rózsakert Galéria – Budapest, 2003
- 27. Salgótarjáni Tavaszi Tárlat – Nógrádi Történeti Múzeum, 2003
- KOKSZ Műhely – Budapest Galéria, 2003
- Kortárs Költészet Kortárs Grafika/ 5. Országos biennálé – Petőfi Irodalmi Múzeum, 2003
- Kortárs Költészet – Kortárs Grafika – Erdei Ferenc Művelődési Központ – Kecskemét, 2004
- II. Nemzetközi Vállfa kiállítás, 2B Galéria, 2003
- Kisgrafika – Újpest Galéria – Budapest, 2004
- Víz – Patak Fesztivál – Szigetszentmiklós, 2004
- XII. Országos Rajzbiennálé – Salgótarján, 2004
- Művészpénz – Nádor Galéria, 2004
- KOKSZ Műhely – Magyar Akadémia – Róma, 2005
- KOKSZ Műhely – Vízivárosi Galéria, 2005
- Sakkmatt – Nádor Galéria, 2005
- Szív-ügyek – Művészet Malom – Szentendre, 2006
- Tűz – Patak Fesztivál – Szigetszentmiklós, 2006
- Szobrászok, 2B Galéria – Budapest, 2006
- XIX. Debreceni Országos Nyári Tárlat – Debrecen, 2006
- III. Kortárs Keresztény Ikonográfiai Biennálé – Cifrapalota – Kecskemét, 2006
- Stress – Nádor Galéria, 2007
- Karikatúra és Szatíra Magyarországról – Collegium Hungaricum – Bécs, 2007
- Génmanipuláció – Nádor Galéria, 2007
- Magyar Festészet Napja – Mini képek – Mednyánszky Galéria, 2008
- Magyar Festészet Napja – Mini képek – Mednyánszky Galéria, 2009
- XIII. Magyar Karikatúra Művészeti Fesztivál – Magyar Kultúra Alapítvány Székháza – Budapest, 2009
- KOKSZ Műhely – Kempinski Galéria – Budapest, 2010
- Sajdik & Tsai – Karton Galéria – Budapest, 2010
- Magyar Festészet Napja – Mini képek – Mednyánszky Galéria, 2010
- I. Országos Rajztriennálé – Salgótarján, 2010
- III. Országos Víz és Élet biennálé – Baja, 2011
- Bibó 100. – Aba-Novák Galéria – Leányfalu, 2011
- Magyar Festészet Napja – Mini képek – Prestige Galéria, 2011
- 8. Országos Groteszk Pályázat – Vaszary Képtár – Kaposvár, 2012
- KOKSZ Műhely – Vízivárosi Galéria – Budapest, 2012
- Magyar Festészet Napja – Mini képek – Prestige Galéria, 2012
- Magyar Festészet Napja – Mini képek – Prestige Galéria, 2013
- Nyitott könyv – II. Nemzetközi Rajz- és Képgrafikai Biennálé – Győr, 2013
- II. Országos Rajztriennálé – Dornyay Béla Múzeum – Salgótarján, 2013
- Magyar Festészet Napja – Mini képek – Dual Galéria, 2014
- Gondolatok a könyvtárban 5. – MAMŰ Galéria – Budapest, 2015
- Harmónia – MAOE kiállítás – Művészeti Malom – Szentendre, 2015
- Magyar Festészet Napja – Mini képek – Vízivárosi Galéria – Budapest, 2015
- Magyar Festészet Napja – Mini képek – Vízivárosi Galéria – Budapest, 2016
- Magyar Festészet Napja – Mini képek/ képpárok – Vízivárosi Galéria – Budapest, 2017
- Magyar Festészet Napja – Mini képek – Vízivárosi Galéria – Budapest, 2018
- Magyar festészet napja – Miniképek – Vízivárosi Galéria, 2019
- Karantén – Nádor Galéria, Budapest, 2020. november
- Hommage á Beuys – Kortárs Galéria, Tatabánya, 2021. szeptember
- Mini képek – Vízivárosi Galéria, 2021. október
- „Mi a te mítoszod?” – Kádár László Képtár, Kovászna, 2021. október
- Horizont – MAOE tárlat, Reök Palota, Szeged, 2021. szeptember
- Anomália – Nádor Galéria, Budapest, 2021. október
- Békeultimátum – Budavári Magdolna torony, 2022
- Békét teremtő magány – MANK Galéria, Szentendre, 2023
- Miniképek – Vízivárosi Galéria, 2023
- 86. LÁTLAK – Körönd, 2023
- 87. 69. Vásárhelyi Tárlat – Hódmezővásárhely, 2023
- 88. Távlat – REÖK – Szeged, 2024
- 89. XII. Kortárs Keresztény Ikonográfiai Biennálé – Cifrapalota, Kecskemét, 2024

## Kritikai visszhang
- A körző – Kaján Tibor, 1981. július 5. – Új Tükör
- Egy kiállítás ürügyén – Pető Tóth Károly, 1986. – Egis Hírlap
- A lehetetlen tárgyak alkotója – Falus Tamás, 1986. április 17. – Ötlet
- Bemutatjuk Szerényi Gábor rajzait – Szenes Zsuzsa, 1986. május 30. – Élet és Irodalom
- Szerényi őszerénységéről – Kornis Mihály, 1987. március 20. – Élet és Irodalom
- A Könyvtáros galériája – Abody Rita, 1988. június – Könyvtáros
- Kiállításmegnyitó – Vekerdy Tamás, 1989. március 7. – Egis Hírlap
- Egy tömegközlekedési kiállítás képei – Vekerdy Tamás, 1989. október 7. – Nők Lapja
- Egy színezetlen magánbulletin (Szerényi Gábor képregényéhez) – Szemethy Imre, 1994. június – Mozgó Világ
- Köztes esetek – Wehner Tibor, 1994. június – Új Forrás
- Notesz-rajzok – Szegő György, 1994. július – Szombat
- Cím nélkül – Hudra Klára, 1995. május 4. – Tallózó
- Szerényi Gábor rajzaihoz – Kaján Tibor, 1996. november 9. – Magyar Hírlap
- Szerényi – Vekerdy Tamás, 1997. április – Liget
- Szerényi, a bliccelő napközis – Bóka B. László, 1998. augusztus 15. – Népszava
- A fenéken billentett valóság – Trencsényi Zoltán, 1999. november 30. – Népszabadság
- Játék és valóság – Fekete Judit, 1999. december 3. – Magyar Nemzet
- Az elrejtettségről – Szemadám György, 2000. február – Életünk
- A titkok sarka – Bayer Zsolt, 2000. április 29. – Magyar Nemzet
- Szerényi Gábor kiállítása elé – Szemadám György, 2000. november 10. – Szentendre és Vidéke
- Két sor között megnyílik az ég – P. Szabó Ernő, 2002. július 5. – Magyar Nemzet
- Szerényi világa – Jolsvai András, 2002. december 5., 168 óra
- Matatások a mikrokáoszban – Réz András, 2002. december 14. – Népszava
- Szénsztorming – Trencsényi Zoltán, 2003. február 8. – Népszabadság
- A megamágikum és Szerényi Gábor körzői – Hernádi Gyula, 2004 (kéziratban)
- A papírerezetre fehér krétával becsalt fények – Plichta Adrienn, 2006. március – Igen
- Komiszk – Jolsvai András, 2007. január 18., 168 óra
- Felszabadulóművész – Sz.E., 2008. január 11. – Népszabadság
- Egy homo ludens aprólékos és groteszk pillanatai – Rádi Sándor Judit, 2008. február 12. – Tiara Magazin
- Körző, olló, Szerényi – Halász Géza, 2008. február 12. – zu.weblog
- Szerényi Gábor kacatóriuma – Csontos Tibor, 2008. február – Budapesti 7 nap
- Végzete a képmás – T. G., 2008. május 14. – Magyar Nemzet
- Rajzművészet, matyó babával – P. Szabó Ernő, 2008. június 21. – Magyar Nemzet
- Pesti rajzok a Spinoza-házban – Szendrei Lőrinc, 2008. május 16. – Népszava
- Mint levetett estélyi ruhán a bross – Léphaft Pál, 2008. november 3. – Magyar Szó
- Várakozások – Gruik Ibolya, 2009. január 3. – Magyar Szó
- Lapocskák – Hanthy Kinga, 2011. október 1. – Magyar Nemzet
- Fekete-fehér színek – Megyeri Dávid, 2013. november 12. – Magyar Nemzet
- Le dessinateur Gábor Szerényi – Eva Bester, 2014. június 14. – France Inter
- Párizsban Szerényi Gábor képei, 2014. március 31. – Az Utazó Magazin
- Szerényi Gábor grafikus kiállítása Párizsban, 2014. nyár – La Femme
- Gyerekzsúr – Tóth Ida, 2015. november 14. – Magyar Idők
- Megtérülhet a metrón utazók riogatása – Kovács Bálint, 2016. január 11. – Origo
- Kétfilléres abszurdok – Sándor Zsuzsa, 2016. február 11., 168 óra
- Értik-e a magyar sajtógrafikát Svédországban? – Sümegi Noémi, 2016. október 14. – Heti Válasz
- Szivárvány az olajfoltban – Nagy Villő, 2016. október 15. – Magyar Idők
- Festőmunkás – Feledy Balázs, 2016. november 23. – Demokrata
- Szerénytelenül – Orosz István, 2017. – Szent rinocérosz gyermekei
- Fél gomb – Terján Nóra, 2019. május 5. – Magyar Nemzet
- Képgrafikák – Feledy Balázs, 2019. május 22. – Demokrata
- Okos humor komor képeken – Juhász Kristóf, 2019. október 1. – Magyar Nemzet
- Kortárs magyar művészeti lexikon Archiválva 2020. március 19-i dátummal a Wayback Machine-ben – Enciklopédia Kiadó
- Szerény Szerényi sziporkázó szürrealizmusa Falus Tamás – Jogászvilág, 2021. augusztus 6.
- Indiánok, úttörősíp és gombfocipöckölő – Index, Wolf Géza, 2021. július 21.
- Aki rajzol, fest, ír... Szerényi Gábor képteremtő művészetéről – Jog Állam Politika, Feledy Balázs, 2021/2.
- Szerényi Gábor szociografikáiról – Jog Állam Politika, Halász Géza, 2021/3.
- Könyvek, órák, imasálak és apró (valami)csodák – Szombat, Szarka Zsuzsa, 2022. dec. 6.